# Ratsadanay
Ratsadanay hay Bun Laphan Ratsadany (* 1874 - † 1945 Bassac), vương hiệu đầy đủ là Somdet Brhat Chao Buvanarabarna Rajadhanaya Negara Champasakti , là vua cuối cùng của Vương quốc Champasak, trị vì từ năm 1900 đến năm 1945..
Bun Laphan Ratsadany là con trưởng vua Kham Souk, sinh ở Bassac, được Vuơng quốc Xiêm đào tạo ở Bangkok. Năm 1900 ông kế vị khi vua cha mất, và được triều đình Xiêm phong là Chao Muang Nakhon Champassak.
Theo các điều khoản của Hiệp ước Pháp-Xiêm ký ngày 13/2/1904, quyền bảo hộ Champassak được chuyển cho Pháp ngày 19 tháng 9 năm 1904. Công quốc bị Pháp bãi bỏ vào ngày 22 tháng 11 năm 1904, nhưng ông được giữ nguyên phong cách, tước hiệu của mình và tôn vinh cuộc sống, được bổ nhiệm làm Tỉnh trưởng Bassac dưới thời chính quyền thực dân Pháp vào ngày 14 tháng 10 năm 1905, với thủ phủ của tỉnh mới được thành lập tại Pakse vào năm 1908.
Ông mất năm 1945 tại Bassac. Ông là cha của Boun Oum, người được kế vị danh hiệu của ông.